# Juan, Conte de Montizón
Don Juan Carlos María Isidro de Borbón, Conte de Montizón (n. 15 mai 1822, Aranjuez, Spania – d. 18 noiembrie 1887, Brighton, Regatul Unit al Marii Britanii și Irlandei) a fost pretendent carlist la tronul din Spania din 1860 până în 1868 și pretendent legitimist la tronul din Franța din 1883 până în 1887.

## Tinerețe și căsătorie
Juan s-a născut la Palatul Regal din Madrid, ca fiul mai mic al Infantelui Carlos al Spaniei (fratele regelui Ferdinand al VII-lea) și a primei lui soții, Infanta Maria Francisca a Portugaliei.  
În martie 1833 Juan s-a mutat cu familia în Portugalia. În septembrie, unchiul lui Juan, Ferdinand al VII-lea a murit iar tatăl lui Juan a pretins tronul Spaniei. Carlos s-a opus la succesiunea nepoatei lui, Isaabela, care avea aproape trei ani și a cărui mamă, Maria Christina, a reușit să preia controlul în numele fiicei sale. În iunie 1834 Juan s-a mutat cu familia sa în Anglia, unde au locuit la Gloucester Lodge, iar mai târziu la Alverstoke Old Rectory, Hampshire. El a rămas în Anglia pe întrega durată a Primului război carlist.
La 6 februarie 1847, Juan s-a căsătorit cu Arhiducesa Maria Beatrix de Austria-Este, fiica Ducelui Francisc al IV-lea de Modena și a Prințesei Maria Beatrice de Savoia. Cuplul a avut doi fii:
- Carlos, Duce de Madrid (1848-1909).
- Alfonso Carlos, Duce de San Jaime (1849-1936).

Juan și Beatrix au trăit la început la Modena, pe care au părăsit-o în timpul revoluției din 1848. După o scurtă perioadă petrecută în Austria, s-au stabilit la Londra unde s-a născut fiul lor mai mic. Juan s-a separat de soția lui care s-a întors la Modena unde și-a crescut copiii.

## Pretendent la tronul Franței
La 24 august 1883, vărul său îndepărtat și în același timp cumnatul său, Henri, conte de Chambord a murit. Henri fusese pretendentul legitimist la tronul Franței. Văduva lui Henri, Arhiducesa Maria Theresa de Austria-Este și o minoritate a susținătorilor lui Henri au apreciat că Juan este descendentul pe linie masculină a regelui Ludovic al XIV-lea al Franței. L-au proclamat Jean al III-lea, rege al Franței și a Navarei.  
Juan a murit în casa sa (25 Seafield Road) din Hove în 1887. Funeraliile au avut loc la 24 noiembrie la "Sacred Heart Church" din Hove în prezența celor doi fii ai săi.